# Circunscrições eclesiásticas católicas da Irlanda
Esta é uma lista completa das dioceses católica na ilha da Irlanda. O catolicismo na Irlanda é organizado como uma única Conferência episcopal que abrange tanto a República da Irlanda quanto a Irlanda do Norte, não tendo sido afetada pela partição da Irlanda em 1920-22. Há no total 26 dioceses na Irlanda, cada uma liderada por um bispo diocesano.

## Limites geográficos
Ao contrário da maior parte da Europa, os limites das dioceses na Irlanda não estão em conformidade com a fronteira política entre a República da Irlanda e a Irlanda do Norte. Uma arquidiocese e três dioceses se encontram na fronteira. Dois estão totalmente na Irlanda do Norte.

- Arquidiocese de Armagh (inclui partes dos condados Armagh, Londonderry e Tyrone )
- Diocese de Clogher (inclui partes dos condados Fermanagh e Tyrone)
- Diocese de Derry (inclui partes dos condados Londonderry, Antrim e Tyrone)
- Diocese de Kilmore (inclui partes do Condado de Fermanagh)
- Diocese de Down e Connor (na Irlanda do Norte)
- Diocese de Dromore (na Irlanda do Norte)

## Lista das dioceses

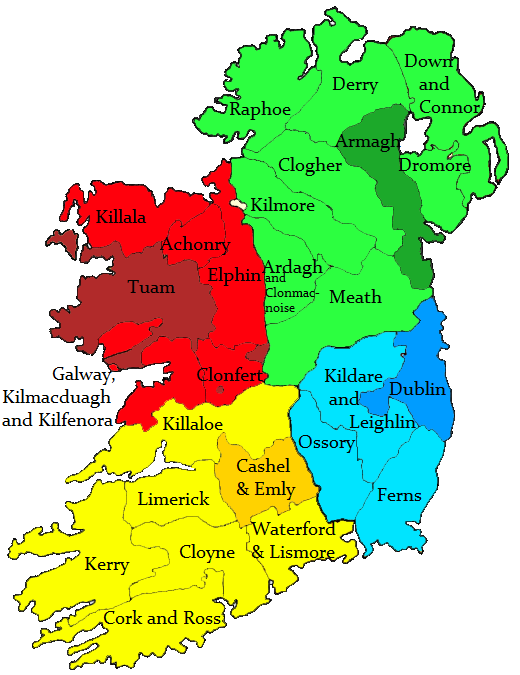
Mapa das dioceses. As cores simbolizam as diferentes províncias eclesiásticas e as dioceses com cor escura simbolizam as Arquidioceses.

### Província eclesiástica de Armagh
Aproximando a província de Ulster 
- Arquidiocese de Armagh
- Diocese de Ardagh e Clonmacnoise
- Diocese de Clogher
- Diocese de Derry
- Diocese de Down e Connor
- Diocese de Dromore
- Diocese de Kilmore
- Diocese de Meath
- Diocese de Raphoe

### Província eclesiástica de Cashel e Emly
Aproximando a província de Munster.
- Arquidiocese de Cashel e Emly
- Diocese de Cloyne
- Diocese de Cork e Ross
- Diocese de Kilfenora
- Diocese de Kerry
- Diocese de Killaloe
- Diocese de Limerick
- Diocese de Waterford e Lismore

### Província eclesiástica de Dublin
Aproximando a província de Leinster.
- Arquidiocese de Dublin
- Diocese de Ferns
- Diocese de Kildare e Leighlin
- Diocese de Ossory

### Província eclesiástica de Tuam
Aproximando a província de Connacht.
- Arquidiocese de Tuam
- Diocese de Achonry
- Diocese de Clonfert
- Diocese de Elphin
- Diocese de Galway, ilmacduagh e Kilfenora
- Diocese de Killala

Como a Diocese de Kilfenora está na província eclesiástica de Cashel, o Bispo da Diocese de Galway, Kilmacduagh e Kilfenora é seu administrador apostólico em vez de bispo.